# José Sarney
José Sarney, född 24 april 1930 i Pinheiro i Maranhão, är en brasiliansk politiker. Han var Brasiliens president mellan 1985 och 1990. 
Sarney blev Tancredo Neves vicepresident efter att denne vunnit valet 1985. Neves blev dock redan samma kväll som han avlade presidenteden akut sjuk. Sarney tog rollen som tillförordnad president fram till Neves bortgång 21 april, då han blev president.